# Kioneli
Kioneli (gr. Κιόνελι, tur. Gönyeli) – miejscowość w północnej części Republiki Cypryjskiej, de facto pod kontrolą Tureckiej Republiki Cypru Północnego. Według danych szacunkowych na rok 2008 liczyła 12 647 mieszkańców.